# کیرکه ۳۴
سیارک ۳۴ (به انگلیسی: 34 Circe) سی و چهارمین سیارک کشف شده‌است که در ۶ آوریل ۱۸۵۵ و در پاریس کشف شد.
قدر مطلق سیارک برابر ۸٫۵۱ است.